# The Age of Stupid
The Age of Stupid è un film documentario del 2009 di Franny Armstrong.
Il film è un ibrido che comprende parti recitate, documentario e animazione. Il principale interprete è Pete Postlethwaite. Ricopre il ruolo di un uomo che vive solo in una terra devastata nel 2055 guardando fotografie dal 2008 e chiedendosi "Perché non abbiamo fermato il riscaldamento globale quando ne avevamo l'opportunità?".
Il film è promosso anche da Greenpeace e WWF.

## Trama
Il documentario è ambientato nel 2055. Pete Postlethwaite impersona un archivista che custodisce l'intero sapere del mondo, dalle opere d'arte ai contenuti multimediali. L'archivista scorre svariati videodocumenti che fanno presagire gli effetti del riscaldamento globale evocando il messaggio del "che stupidi siamo stati quando potevamo ancora fare qualcosa".
Il film riporta sei storie:
- Al Duvenray, che subì gli effetti dell'uragano Katrina e che contribuì ai soccorsi, riflette sul suo lavoro nell'industria del petrolio e sui suoi effetti negativi.
- L'uomo d'affari indiano Jehangir Wadia spiega come è nata la sua compagnia aerea low cost GoAir e il suo desiderio di poter rendere capace ogni persona di viaggiare via aria.
- Due ragazzini iracheni (Jamila e Adnan), emigrati in Giordania a causa della guerra in Iraq, parlano della morte del loro padre. Sullo sfondo si assiste a documenti video che testimoniano l'interesse occidentale per il petrolio iracheno.
- Una famiglia inglese fa un tour del ghiacciaio del Monte Bianco in Francia con Fernand Pareau, una guida di 82 anni, che ha visto l'arretrarsi senza soste del ghiacciaio durante tutta la sua vita. La guida, inoltre, parla dei problemi connessi al trasporto su strada attraverso il traforo del Monte bianco e al suo attivismo per scongiurare l'aumento pianificato del traffico su gomma.
- Piers Guy, il padre della precedente famiglia inglese, parla dei suoi sforzi per promuovere e costruire dei parchi eolici e di come viene bloccato da gente che, nonostante il proprio impegno per combattere il riscaldamento globale, non vuole le turbine eoliche davanti ai propri terreni per inquinamento paesaggistico con un tipico atteggiamento da NIMBY.
- Layefa Malemi è una donna nigeriana che lotta per emergere dalla povertà convivendo con il problema del petrolio prodotto nel suo paese. Parla delle sue aspirazioni di diventare un medico e dell'impatto dello sfruttamento del petrolio nigeriano da parte di Shell a discapito della salute, della sicurezza, e dell'ambiente in Nigeria.